# Willey
Willey és una població dels Estats Units a l'estat d'Iowa. Segons el cens del 2000 tenia 103 habitants.

## Demografia
Segons el cens del 2000, Willey tenia 103 habitants, 32 habitatges, i 24 famílies. La densitat de població era de 159,1 habitants/km².
Dels 32 habitatges en un 50% hi vivien nens de menys de 18 anys, en un 65,6% hi vivien parelles casades, en un 3,1% dones solteres, i en un 25% no eren unitats familiars. En el 18,8% dels habitatges hi vivien persones soles el 6,3% de les quals corresponia a persones de 65 anys o més que vivien soles. El nombre mitjà de persones vivint en cada habitatge era de 3,22 i el nombre mitjà de persones que vivien en cada família era de 3,79.
Per edats la població es repartia de la següent manera: un 37,9% tenia menys de 18 anys, un 4,9% entre 18 i 24, un 26,2% entre 25, i 44, un 24,3% de 45 a 60 i un 6,8% 65 anys o més.
L'edat mediana era de 32 anys. Per cada 100 dones de 18 o més anys hi havia 137 homes.
La renda mediana per habitatge era de 42.083 $ i la renda mediana per família de 57.083 $. Els homes tenien una renda mediana de 32.083 $ mentre que les dones 14.286 $. La renda per capita de la població era de 12.900 $. Cap de les famílies i el 8,2% de la població estaven per davall del llindar de pobresa.

## Poblacions més properes
El següent diagrama mostra les poblacions més properes.